# Adam Hložek
Adam Hložek (Ivančice, Moravia Meridional, 25 de julio de 2002) es un futbolista checo que juega de delantero y su equipo es el TSG 1899 Hoffenheim de la 1. Bundesliga.

## Trayectoria
Debutó profesionalmente con el Sparta Praga el 10 de noviembre de 2018, en la victoria por 3-1 sobre el MFK Karviná a los 16 años, 3 meses y 16 días, siendo el jugador más joven en debutar con el club.
Jugó cuatro temporadas en las que marcó 40 goles en 132 partidos en los cuales batió varios registros, como el goleador más joven, el más precoz en anotar un triplete o en alcanzar el centenar de partidos en la liga. Todo ello lo logró antes de ser traspasado en junio de 2022 al Bayer 04 Leverkusen, equipo con el que firmó un contrato de cinco años de duración. Cumplió dos de ellos y en agosto de 2024 fue transferido al TSG 1899 Hoffenheim.

## Selección nacional
Es internacional en categorías inferiores con la selección de República Checa. El 4 de septiembre de 2020 debutó con la absoluta en el encuentro de la Liga de Naciones de la UEFA 2020-21 ante Eslovaquia que el combinado checo ganó por 1-3.

### Participaciones en Eurocopas
| Copa          | Sede     | Resultado        | Partidos | Goles |
| ------------- | -------- | ---------------- | -------- | ----- |
| Eurocopa 2020 | Europa   | Cuartos de final | 4        | 0     |
| Eurocopa 2024 | Alemania | Primera fase     | 2        | 0     |

## Estadísticas

### Clubes
Actualizado al último partido disputado el 17 de mayo de 2025.
| Club                                 | Div.          | Temporada     | Liga  | Liga  | Copas nacionales | Copas nacionales | Copas internacionales | Copas internacionales | Total | Total |
| Club                                 | Div.          | Temporada     | Part. | Goles | Part.            | Goles            | Part.                 | Goles                 | Part. | Goles |
| ------------------------------------ | ------------- | ------------- | ----- | ----- | ---------------- | ---------------- | --------------------- | --------------------- | ----- | ----- |
| A. C. Sparta Praga · República Checa | 1.ª           | 2018-19       | 19    | 3     | 4                | 1                | —                     | —                     | 23    | 4     |
| A. C. Sparta Praga · República Checa | 1.ª           | 2019-20       | 34    | 7     | 4                | 1                | 1                     | 1                     | 39    | 9     |
| A. C. Sparta Praga · República Checa | 1.ª           | 2020-21       | 19    | 15    | 3                | 0                | 1                     | 0                     | 23    | 15    |
| A. C. Sparta Praga · República Checa | 1.ª           | 2021-22       | 33    | 9     | 3                | 1                | 11                    | 2                     | 47    | 12    |
| A. C. Sparta Praga · República Checa | Total club    | Total club    | 105   | 34    | 14               | 3                | 13                    | 3                     | 132   | 40    |
| Bayer 04 Leverkusen · Alemania       | 1.ª           | 2022-23       | 29    | 5     | 1                | 1                | 14                    | 1                     | 44    | 7     |
| Bayer 04 Leverkusen · Alemania       | 1.ª           | 2023-24       | 23    | 2     | 4                | 3                | 9                     | 2                     | 36    | 7     |
| Bayer 04 Leverkusen · Alemania       | Total club    | Total club    | 52    | 7     | 5                | 4                | 23                    | 3                     | 80    | 14    |
| TSG 1899 Hoffenheim · Alemania       | 1.ª           | 2024-25       | 27    | 8     | 2                | 0                | 8                     | 3                     | 37    | 11    |
| TSG 1899 Hoffenheim · Alemania       | Total club    | Total club    | 27    | 8     | 2                | 0                | 8                     | 3                     | 37    | 11    |
| Total carrera                        | Total carrera | Total carrera | 184   | 49    | 21               | 7                | 44                    | 9                     | 249   | 65    |
| 1. 2.                                |               |               |       |       |                  |                  |                       |                       |       |       |

## Palmarés

### Títulos nacionales
| Título                     | Club                | País            | Año     |
| -------------------------- | ------------------- | --------------- | ------- |
| Copa de la República Checa | A. C. Sparta Praga  | República Checa | 2019-20 |
| Bundesliga                 | Bayer 04 Leverkusen | Alemania        | 2023-24 |
| Copa de Alemania           | Bayer 04 Leverkusen | Alemania        | 2023-24 |

### Distinciones individuales
| Distinción                            | Año  |
| ------------------------------------- | ---- |
| Talento del año de la República Checa | 2019 |